# 1 500 mètres féminin aux Jeux olympiques d'été de 2024
Pour des articles plus généraux, voir Athlétisme aux Jeux olympiques d'été de 2024 et 1 500 mètres aux Jeux olympiques.
Navigation
Tokyo 2020 Los Angeles 2028
L'épreuve du 1 500 mètres féminin aux Jeux olympiques de 2024 se déroule du 6 au 10 août 2024 au Stade de France, au nord de Paris, en France.

## Records
Avant cette compétition, les records dans cette discipline étaient les suivants : 
| Record du monde  | Genzebe Dibaba (ETH) | 3 min 50 s 07 | Monaco | 17 juillet 2015 |
| Record olympique | Faith Kipyegon (KEN) | 3 min 53 s 11 | Paris  | 6 août 2021     |

Au cours de la compétition, le record suivant a été établi : 
| Record olympique | Faith Kipyegon (KEN) | 3 min 51 s 29 | Paris, France | 10 août 2024 |

## Programme
| Date            | Horaire | Manche       |
| --------------- | ------- | ------------ |
| Mardi 6 août    | 10 h 00 | Premier tour |
| Mercredi 7 août | 10 h 00 | Repêchage    |
| Jeudi 8 août    | 19 h 00 | Demi-finale  |
| Samedi 10 août  | 18 h 30 | Finale       |

## Médaillées
| Or             | Argent       | Bronze       |
| Faith Kipyegon | Jessica Hull | Georgia Bell |

## Résultats

### Premier tour
Les 6 premières de chaque série (Q) se qualifient pour les demi-finales, les autres vont en repêchage (hors DNS, DNF, DQ). 
| Rang | Athlète              | Pays            | Temps          | Notes |
| ---- | -------------------- | --------------- | -------------- | ----- |
| 1    | Gudaf Tsegay         | Éthiopie        | 3:58:84        | Q     |
| 2    | Laura Muir           | Grande-Bretagne | 3:58:91        | Q     |
| 3    | Susan Ejore          | Kenya           | 3:59:01        | Q     |
| 4    | Georgia Griffith     | Australie       | 3:59:22 (.217) | Q     |
| 5    | Agathe Guillemot     | France          | 3:59:22 (.220) | Q     |
| 6    | Emily Mackay         | États-Unis      | 3:59:63        | Q     |
| 7    | Sophie O'Sullivan    | Irlande         | 4:00:23        | PB    |
| 8    | Sintayehu Vissa      | Italie          | 4:00:69        | PB    |
| 9    | Águeda Marqués       | Espagne         | 4:01:60        | PB    |
| 10   | Lucia Stafford       | Canada          | 4:02:22        | SB    |
| 11   | Nozomi Tanaka        | Japon           | 4:04:28        | qR    |
| 12   | Vera Hoffmann        | Luxembourg      | 4:07:64        |       |
| 13   | Adelle Tracey        | Jamaïque        | 4:09:33        | SB    |
| 14   | Aleksandra Płocińska | Pologne         | 4:10:12        |       |
| 15   | Joselyn Brea         | Venezuela       | 4:13:77        |       |

| Rang | Athlète             | Pays             | Temps   | Notes |
| ---- | ------------------- | ---------------- | ------- | ----- |
| 1    | Diribe Welteji      | Éthiopie         | 3:59:73 | Q     |
| 2    | Georgia Bell        | Grande-Bretagne  | 4:00:29 | Q     |
| 3    | Nikki Hiltz         | États-Unis       | 4:00:42 | Q     |
| 4    | Faith Kipyegon      | Kenya            | 4:00:74 | Q     |
| 5    | Weronika Lizakowska | Pologne          | 4:01:54 | PB Q  |
| 6    | Maia Ramsden        | Nouvelle-Zélande | 4:02:83 | Q     |
| 7    | Sarah Healy         | Irlande          | 4:02:91 |       |
| 8    | Linden Hall         | Australie        | 4:03:89 |       |
| 9    | Simone Plourde      | Canada           | 4:06:59 |       |
| 10   | Esther Guerrero     | Espagne          | 4:06:60 |       |
| 11   | Nele Weßel          | Allemagne        | 4:08:55 |       |
| 12   | Sara Lappalainen    | Finlande         | 4:08:66 |       |
| 13   | Yume Goto           | Japon            | 4:09:41 | PB    |
| 14   | Federica Del Buono  | Italie           | 4:10:14 |       |
| 15   | María Pía Fernández | Uruguay          | 4:19:30 |       |

| Rang | Athlète                 | Pays                          | Temps   | Notes |
| ---- | ----------------------- | ----------------------------- | ------- | ----- |
| 1    | Nelly Chepchirchir      | Kenya                         | 4:02:67 | Q     |
| 2    | Jessica Hull            | Australie                     | 4:02:70 | Q     |
| 3    | Elle Purrier St. Pierre | États-Unis                    | 4:03:22 | Q     |
| 4    | Klaudia Kazimierska     | Pologne                       | 4:03:49 | Q     |
| 5    | Salomé Afonso           | Portugal                      | 4:04:42 | PB Q  |
| 6    | Marta Pérez             | Espagne                       | 4:04:94 | Q     |
| 7    | Kristiina Mäki          | Tchéquie                      | 4:06:07 |       |
| 8    | Revée Walcott-Nolan     | Grande-Bretagne               | 4:06:44 |       |
| 9    | Élise Vanderelst        | Belgique                      | 4:06:95 |       |
| 10   | Winnie Nanyondo         | Ouganda                       | 4:07:06 |       |
| 11   | Birke Haylom            | Éthiopie                      | 4:07:15 |       |
| 12   | Kate Current            | Canada                        | 4:09:81 |       |
| 13   | Ludovica Cavalli        | Italie                        | 4:11:68 |       |
| 14   | Farida Abaroge          | Équipe olympique des réfugiés | 4:29:27 | SB    |

### Repêchage
Les 3 premières de chaque série sont qualifiées (Q) pour les demi-finales.
| Rang | Athlète            | Pays                          | Temps   | Notes |
| ---- | ------------------ | ----------------------------- | ------- | ----- |
| 1    | Birke Haylom       | Éthiopie                      | 4:01:47 | Q     |
| 2    | Ludovica Cavalli   | Italie                        | 4:02:46 | Q     |
| 3    | Esther Guerrero    | Espagne                       | 4:03:15 | Q     |
| 4    | Sophie O'Sullivan  | Irlande                       | 4:03:73 |       |
| 5    | Lucia Stafford     | Canada                        | 4:04:26 |       |
| 6    | Joselyn Brea       | Venezuela                     | 4:05:93 |       |
| 7    | Federica Del Buono | Italie                        | 4:06:00 |       |
| 8    | Winnie Nanyondo    | Ouganda                       | 4:06:35 |       |
| 9    | Nele Weßel         | Allemagne                     | 4:07:22 |       |
| 10   | Kate Current       | Canada                        | 4:08:01 |       |
| 11   | Yume Goto          | Japon                         | 4:10:40 |       |
| 12   | Farida Abaroge     | Équipe olympique des réfugiés | 4:30:53 |       |
|      | Sara Lappalainen   | Finlande                      | DNS     |       |

| Rang | Athlète              | Pays            | Temps   | Notes |
| ---- | -------------------- | --------------- | ------- | ----- |
| 1    | Sintayehu Vissa      | Italie          | 4:06:71 | Q     |
| 2    | Revée Walcott-Nolan  | Grande-Bretagne | 4:06:73 | Q     |
| 3    | Águeda Marqués       | Espagne         | 4:07:05 | Q     |
| 4    | Sarah Healy          | Irlande         | 4:07:60 |       |
| 5    | Kristiina Mäki       | Tchéquie        | 4:07:80 |       |
| 6    | Simone Plourde       | Canada          | 4:08:49 |       |
| 7    | Élise Vanderelst     | Belgique        | 4:08:86 |       |
| 8    | Linden Hall          | Australie       | 4:09:05 |       |
| 9    | Aleksandra Płocińska | Pologne         | 4:09:47 |       |
| 10   | Vera Hoffmann        | Luxembourg      | 4:11:28 |       |
| 11   | Adelle Tracey        | Jamaïque        | 4:14:52 |       |
| 12   | María Pía Fernández  | Uruguay         | 4:16:46 |       |

### Demi-finales
Les 6 premières de chaque série sont qualifiées (Q) pour la finale.
| Rang | Athlète                 | Pays             | Temps   | Notes |
| ---- | ----------------------- | ---------------- | ------- | ----- |
| 1    | Faith Kipyegon          | Kenya            | 3:58:64 | Q     |
| 2    | Georgia Bell            | Grande-Bretagne  | 3:59:49 | Q     |
| 3    | Elle Purrier St. Pierre | États-Unis       | 3:59:74 | Q     |
| 4    | Laura Muir              | Grande-Bretagne  | 3:59:83 | Q     |
| 5    | Klaudia Kazimierska     | Pologne          | 4:00:21 | PB Q  |
| 6    | Águeda Marqués          | Espagne          | 4:01:90 | Q     |
| 7    | Esther Guerrero         | Espagne          | 4:01:94 |       |
| 8    | Maia Ramsden            | Nouvelle-Zélande | 4:02:20 | NR    |
| 9    | Georgia Griffith        | Australie        | 4:02:69 |       |
| 10   | Birke Haylom            | Éthiopie         | 4:03:11 |       |
| 11   | Nelly Chepchirchir      | Kenya            | 4:03:24 |       |
| 12   | Ludovica Cavalli        | Italie           | 4:03:59 |       |

| Rang | Athlète             | Pays            | Temps   | Notes |
| ---- | ------------------- | --------------- | ------- | ----- |
| 1    | Diribe Welteji      | Éthiopie        | 3:55:10 | Q     |
| 2    | Jessica Hull        | Australie       | 3:55:40 | Q     |
| 3    | Nikki Hiltz         | États-Unis      | 3:56:17 | Q     |
| 4    | Gudaf Tsegay        | Éthiopie        | 3:56:41 | Q     |
| 5    | Susan Ejore         | Kenya           | 3:56:57 | PB Q  |
| 6    | Agathe Guillemot    | France          | 3:56:69 | NR Q  |
| 7    | Weronika Lizakowska | Pologne         | 3:57:31 | NR    |
| 8    | Marta Pérez         | Espagne         | 3:57:75 | NR    |
| 9    | Revée Walcott-Nolan | Grande-Bretagne | 3:58:08 | PB    |
| 10   | Sintayehu Vissa     | Italie          | 3:58:11 | NR    |
| 11   | Nozomi Tanaka       | Japon           | 3:59:70 | SB    |
| 12   | Salomé Afonso       | Portugal        | 3:59:96 | PB    |
| 13   | Emily Mackay        | États-Unis      | 4:02:03 |       |

### Finale
| Rang                                | Athlète                 | Pays            | Temps   | Notes |
| ----------------------------------- | ----------------------- | --------------- | ------- | ----- |
| Médaille d'or, Jeux olympiques      | Faith Kipyegon          | Kenya           | 3:51:29 |       |
| Médaille d'argent, Jeux olympiques  | Jessica Hull            | Australie       | 3:52:56 |       |
| Médaille de bronze, Jeux olympiques | Georgia Bell            | Grande-Bretagne | 3:52:61 | NR    |
| 4                                   | Diribe Welteji          | Éthiopie        | 3:52:75 | PB    |
| 5                                   | Laura Muir              | Grande-Bretagne | 3:53:37 | PB    |
| 6                                   | Susan Ejore             | Kenya           | 3:56:07 | PB    |
| 7                                   | Nikki Hiltz             | États-Unis      | 3:56:38 |       |
| 8                                   | Elle Purrier St. Pierre | États-Unis      | 3:57:52 |       |
| 9                                   | Agathe Guillemot        | France          | 3:59:08 |       |
| 10                                  | Klaudia Kazimierska     | Pologne         | 4:00:12 | PB    |
| 11                                  | Águeda Marqués          | Espagne         | 4:00:31 | PB    |
| 12                                  | Gudaf Tsegay            | Éthiopie        | 4:01:27 |       |

## Légende
Records et Performances
- AR : Record continental (area record)
- CR : Record des championnats (championship record)
- MR : Record du meeting (meet record)
- NR : Record national (national record)
- OR : Record olympique (olympic record)
- PR : Record paralympique (paralympic record)
- PB : Record personnel (personal best)
- SB : Meilleure performance personnelle de la saison (season's best)
- WL : Meilleure performance mondiale de l'année (world leader)
- WJR : Record du monde junior (world junior record)
- WR : Record du monde (world record)

Circonstances et Conditions
- DNF : N'a pas terminé (did not finish)
- DNS : N'a pas pris le départ (did not start)
- DQ : Disqualification (disqualification)
- NM : Aucun essai valable enregistré (No Mark)
- Q : Qualifié « directement » au prochain tour (ou à la prochaine compétition), lors d'une compétition majeure, grâce au classement ou à la réalisation des minima (automatic qualifier)
- q : Qualifié au prochain tour (ou à la prochaine compétition), lors d'une compétition majeure, grâce au repêchage ou à la réalisation de l'une des meilleures performances parmi celles des « non qualifiés directement » (grâce au meilleur temps ou à la meilleure distance par exemple) (secondary qualifier)